# 菲圖塔機場
菲圖塔機場（英語：Fiti'uta Airport）是一間位於美屬薩摩亞菲圖塔的機場，主要服務於大洋洲地區的區域航線。

## 航空公司與目的地
| 航空公司 | 目的地           |
| -------- | ---------------- |
| 跨島航空 | 阿皮亞、帕果帕果 |

## 外部連結
- （页面存档备份，存于）